# Bräntberget (naturreservat)
Bräntberget är ett naturreservat i Bräcke kommun i Jämtlands län.
Området är naturskyddat sedan 2007 och är 100 hektar stort. Reservatet omfattar en västslttnig av en höjd och  består av tall högre upp och gran och lövträd längre ner.